# Rosso, Senegal

Rosso är en stad i norra Senegal. Den ligger i regionen Saint-Louis och hade 15 870 invånare vid folkräkningen 2013. Staden ligger vid Senegalfloden, söder om den mauretanska staden med samma namn (Rosso).